# Митрополит зворничко-тузлански Фотије
Фотије (световно Раде Сладојевић; Дујаковци, код Бања Луке, 1. фебруар 1961) је архиепископ и митрополит зворничко-тузлански и члан Светог архијерејског синода СПЦ. Бивши је епископ далматински (1999—2017).

## Биографија
Епископ Фотије (Раде Сладојевић) рођен је 1. фебруара 1961. године у Дујаковцима код Бање Луке, ФНРЈ. Одрастао је у Чуругу, гдје је завршио Основну школу и где је до смрти 2021. живјела његова мајка Стаја. Средњу техничку школу је завршио у Новом Саду. Године 1988. дипломирао је на Богословском факултету у Београду. Сљедеће двије године провео је на постдипломским студијама у Ерлангену у Њемачкој.
По повратку из Њемачке, на празник Светог Димитрија (1990), примио је монашки чин у манастиру Ковиљ у Епархији бачкој. Исте године на празник Светог архангела Михаила, епископ бачки Иринеј (Буловић) рукоположио га је за јерођакона, а на празник Светог Саве (1991) за свештеномонаха. У периоду од 1992. до 1993. године јеромонах Фотије је провео као свештенослужитељ у манастиру Бођани, а наредних пет година (1993—1998) радио је као професор у Богословији Светог Арсенија у Сремским Карловцима, гдје га је и затекао избор за епископа далматинског.

## Епископ
Епископ Фотије је хиротонисан 1999. године на Духове у Саборној цркви у Сремским Карловцима. На архијерејској литургији чинодејствовали су: Патријарх српски Павле, митрополит дабробосански Николај, епископ сремски Василије, епископ славонски Лукијан, епископ бачки Иринеј, епископ бихаћко-петровачки Хризостом и епископ осјечкопољски и барањски Лукијан.
За епископа далматинског устоличен је на празник Светог апостола Луке и Светог Петра Цетињског, 31. октобра исте године у Саборној цркви у Шибенику.
По одлуци Светог архијерејског сабора (2002) епископ Фотије је постављен за в. д. ректора обновљене Богословије Света Три Јерарха у манастиру Крка. У периоду од 1999. до 2004. био је администратор Епархије горњокарловачке.
На редовном засједању Светог архијерејског сабора Српске православне цркве (2017) епископ далматински Фотије је изабран за епископа зворничко-тузланског са сједиштем у Бијељини. Свечано је устоличен у недјељу, 17. септембра 2017. године, у Саборном храму Пресвете Богородице у Бијељини.
Објавио је двије књиге својих беседа 2023. године.

## Дела
- Песма осмом дану, Синај, Бијељина, 2019.[7]
- Вечност ми треба, Синај, Бијељина, 2020.[7]
- Света Софија, Синај, Бијељина, 2021.[7]
- Васкрсење, Синај, Бијељина, 2022.[7]
- Беседе 1, Синај, Бијељина, 2023.[7]
- Беседе 2, Синај, Бијељина, 2023.[7]
- Ако ућутите, Синај, Бијељина, 2023.[7]
- Као у време Ноја, Синај, Бијељина, 2023.[7]
- Из Божије руке, Синај, Бијељина, 2024.[7]
- Као птице небеске, Синај, Бијељина, 2024.[7]